# 26 février
Pour les articles homonymes, voir Vingt-Six-Février.
26 janvier 26 mars
Chronologies thématiques
- Croisades
- Ferroviaires
- Sports
- Disney
- Anarchisme
- Catholicisme

Abréviations / Voir aussi
- (° 1852) = né en 1852
- († 1885) = mort en 1885
- a.s. = calendrier julien
- n.s. = calendrier grégorien
- Calendrier
- Calendrier perpétuel
- Liste de calendriers
- Naissances du jour

Le 26 février est le 57e jour de l'année du calendrier grégorien, il en reste ensuite 308 ou moins souvent 309.
C'était généralement le 8e jour du mois de ventôse dans le calendrier républicain / révolutionnaire français, officiellement dénommé jour de la violette.

## Événements

### VIIIesiècleav. J.-C.
- 747 av. J.-C. : début du règne du roi Nabonassar de Babylone sous la tutelle assyrienne, à partir duquel l’astronome égyptien Ptolémée (du IIe siècle) fixera ultérieurement l’origine de son calendrier, jugeant que les premières observations fiables du ciel ne remontent qu'à cette époque[1].

### IVesiècle
- 364 : Valentinien est proclamé empereur à Nicée.

### XIesiècle
- 1076 : assassinat à Utrecht du duc Godefroy III le Bossu, duc de Basse-Lotharingie : début du morcellement de la Basse-Lotharingie entre les « dynasties » locales.

### XIIesiècle
- 1154 : Roger II de Sicile meurt. Son fils cadet, Guillaume le Mauvais lui succède.

### XIIIesiècle
- 1233 : le siège de Kaifeng s'achève par une victoire mongole lors de l'invasion mongole de la dynastie Jin.
- 1266 : bataille de Bénévent entre Charles d'Anjou et Manfred de Hohenstaufen.

### XVIIesiècle
- 1606 : l'expédition (en) de Willem Janszoon devient la première expédition européenne à mettre le pied en Australie, alors confondue par erreur avec la Nouvelle-Guinée.

### XVIIIesiècle
- 1726 : Charles Albert de Bavière devient électeur de Bavière.
- 1790 : division de la France en 83 départements.
- 1794 :
  - bataille d'Argenton-Château, pendant la guerre de Vendée.
  - incendie du Christiansborg.
- 1796 : réorganisation des corps d'infanterie français.

### XIXesiècle
- 1815 : Napoléon Ier s’évade de l'île d'Elbe, à bord de l'Inconstant.
- 1849 : après avoir occupé Buda et Pest, Windischgrätz défait les Hongrois à Kápolna.
- 1867 : la Chambre des lords adopte les Actes de l'Amérique du Nord britannique, la fédération canadienne naîtra le 1er juillet suivant.
- 1871 : Adolphe Thiers, chef du pouvoir exécutif, signe avec Bismarck à Versailles le traité préliminaire de paix.
- 1876 : la Corée de la dynastie Joseon se voit imposer le traité de Ganghwa par l'empire du Japon.
- 1885 : fin de la conférence de Berlin qui aboutit au partage et à la division de l’Afrique en faveur de l'Europe.

### XXesiècle
- 1909 : l'Empire ottoman reconnaît l'annexion de la Bosnie par l'Autriche-Hongrie, mettant fin à la crise bosniaque.
- 1916 : les Allemands annoncent avoir capturé le fort de Douaumont.
- 1935 : recréation de la Luftwaffe en violation du traité de Versailles.
- 1936 : coup de force militaire au Japon où le Premier ministre Kōki Hirota est évincé.
- 1942 : la Isla de Patos est cédée en échange de Soldado Rock à Trinité-et-Tobago.
- 1952 : Winston Churchill, Premier ministre, annonce que la Grande-Bretagne a fabriqué sa bombe atomique et fera ses essais en Australie.
- 1976 : l'Espagne rétrocède le Sahara occidental au Maroc et à la Mauritanie.
- 1986 : Corazon Aquino est proclamée présidente des Philippines après le départ en exil de Ferdinand Marcos.
- 1988 : au Panama, le général Noriega destitue le président Eric Arturo Delvalle.
- 1992 : massacre de Khodjaly durant la guerre du Haut-Karabagh.
- 1993 : un attentat à la bombe au World Trade Center de Manhattan à New York fait six morts et plus de mille blessés.
- 1994 : le chef du Groupe islamique armé (GIA) Djarfar El Afghani dit l'Afghan - de son vrai nom Mourad Si Ahmed -, considéré comme l'ennemi public numéro un en Algérie, est tué par les forces de sécurité algériennes.

### XXIesiècle
- 2001 : signature du Traité de Nice, à l'issue de la Conférence intergouvernementale de l'Union européenne conclue à Nice en décembre 2000, et entré en vigueur, après ratification, le 1er février 2003. Il engage les réformes institutionnelles indispensables à l'Union dans la perspective de son élargissement.
- 2004 : Boris Trajkovski, président de Macédoine, se tue dans un accident d'avion en Bosnie-Herzégovine.
- 2011 : résolution no 1970 du Conseil de sécurité des Nations unies ayant pour sujet la paix et la sécurité, dans le cadre de la guerre civile libyenne en Afrique du nord.
- 2012 : Trayvon Martin est tué par balle.
- 2016 : les Forces démocratiques syriennes prennent Al-Chaddadeh, un des bastions de l'État islamique en Syrie.
- 2019 : au Pakistan, la force aérienne indienne bombarde un camp d'entraînement islamiste, en représailles de l'attentat de Pulwama.
- 2020 : les rebelles syriens parviennent à couper l'autoroute M5 (reliant Damas à Alep), que l'armée arabe syrienne avait entièrement reprise pour la première fois depuis 2012, deux semaines auparavant.
- 2024 : en Palestine, le Premier ministre Mohammad Chtayyeh remet sa démission et celle de son gouvernement au président Mahmoud Abbas[2].

## Arts, culture et religion
- 277 : exécution du prophète Mani pour cause d'hérésie en Perse, le manichéisme se pose en concurrent du culte officiel le mazdéisme.
- 1561 : Pie IV crée cardinal Antoine Perrenot de Granvelle.
- 1942 : la 14e cérémonie des Oscars se déroule à l'Hôtel Biltmore à Los Angeles (Californie).
- 1983 : la 8e cérémonie des César - dite aussi Nuit des César -  récompensant les films sortis en 1982, se déroule au Grand Rex à Paris. Elle est présidée par Catherine Deneuve et Raimu reçoit un César d'honneur à titre posthune.
- 1994 : la 19e cérémonie des César récompensant les films sortis en 1993, se déroule au théâtre des Champs-Élysées à Paris. Elle est présidée par Gérard Depardieu. Jean Carmet reçoit un César d'honneur.
- 2005 : la 30e cérémonie des César, récompensant les films sortis en 2004, se déroule au théâtre du Châtelet à Paris. Elle est présidée par Isabelle Adjani. Will Smith et Jacques Dutronc reçoivent un César d'honneur.
- 2012 : la 84e cérémonie des Oscars, organisée par l'Academy of Motion Picture Arts and Sciences, se déroule au Hollywood and Highland Center de Los Angeles et récompense les films sortis en 2011.
- 2016 : la 41e cérémonie des César, organisée par l'Académie des arts et techniques du cinéma, se déroule au théâtre du Châtelet à Paris, et récompense les films français sortis en 2015. La cérémonie est présidée par Claude Lelouch et présentée par Florence Foresti[3]. Michael Douglas reçoit pour la seconde fois un César d'honneur.
- 2017 : la 89e cérémonie des Oscars a eu lieu au Dolby Theatre de Los Angeles pour récompenser les films sortis en 2016. Elle est présentée pour la première fois par le comédien Jimmy Kimmel.

## Sciences et techniques
- 1841 : l'eau jaillit au puits artésien de Grenelle creusé à Paris pendant six ans par Louis-Georges Mulot sous la direction de François Arago.
- 1914 : lancement du Britannic, sister-ship du Titanic.
- 1935 : Robert Watson-Watt fait la première démonstration du radar.
- 2008 : inauguration de la réserve mondiale de semences du Svalbard.
- 2017 : une éclipse solaire est observable en Amérique du Sud et en Afrique.

## Économie et société
- 1919 : Woodrow Wilson crée le parc national du Grand Canyon.
- 1929 : Calvin Coolidge crée le parc national de Grand Teton.
- 1986 : Jean-Pierre Papin fait ses débuts en équipe de France de football masculin pour un match amical France-Eire au Parc des Princes à Paris 16e et Boulogne-Billancourt[4].
- 1995 : la banque Barings fait faillite, à la suite des spéculations d'un de ses employés, Nick Leeson, sur le marché singapourien des produits dérivés.
- 2025 : au Japon, un incendie se déclare au sud-est d'Ōfunato, il se propage à 2 900 hectares et détruit 84 bâtiments. À cette occasion, une personne est tuée et plus de 4 596 habitants sont évacués[5].

## Naissances

### IVesiècle
- 364 : Valentinien Ier, empereur romain († 17 novembre 375).

### XIVesiècle
- 1361 : Venceslas Ier, empereur romain germanique († 16 août 1419).

### XVesiècle
- 1416 : Christophe III, roi du Danemark, de Suède et de Norvège († 6 janvier 1448).

### XVIesiècle
- 1517 : Antonio Agustín, érudit et jurisconsulte espagnol, archevêque de Tarragone († 31 mai 1586).
- 1537 : Christophe II de Bade-Bade, margrave de Bade-Rodemachern de 1536 à 1575, et de Baden-Baden de 1536 à 1556, issu de la Chambre royale de Zähringen († 2 août 1575).
- 1543 : Kanō Eitoku, peintre japonais de l'école Kanō († 12 octobre 1590).
- 1564 : Christopher Marlowe, dramaturge anglais († 30 mai 1593).
- 1586 : Niccolo Cabeo, jésuite philosophe, théologien, ingénieur, physicien et mathématicien italien († 30 juin 1650).
- 1587 : Stefano Landi, compositeur italien († 28 octobre 1639).
- 1590 : Johann Lauremberg, écrivain allemand († 28 février 1658).
- 1600 : Matsudaira Norinaga, daimyō du début de l'époque d'Edo du Japon († 19 mars 1654).

### XVIIesiècle
- 1619 :
  - Giulio Cesare Arresti, organiste, chef d'orchestre et compositeur italien († 17 juillet 1701).
  - Francesco Morosini, 108e doge de Venise († 6 janvier 1694).
- 1629 :
  - Archibald Campbell, noble écossais de la famille des Argyll, du clan des Campbell († 30 juin 1685).
  - Jan Coxie, peintre et dessinateur flamand († 1670).
- 1633 : Gustave-Adolphe de Mecklembourg-Güstrow, duc souverain allemand († 6 octobre 1695).
- 1637 : Hieronymus Bauhin (de), médecin, professeur d'anatomie et de botanique suisse († 23 janvier 1667).
- 1649 : Johann Philipp Krieger, compositeur, organiste et maître de chapelle allemand († 6 février 1725).
- 1650 : Tomás Marín González de Poveda, gouverneur colonial espagnol († 8 octobre 1703).
- 1651 : Jean Beausire, architecte français († 20 mars 1743).
- 1663 : Thomas Newcomen, inventeur anglais († 5 août 1729).
- 1671 :
  - Anthony Ashley-Cooper, 3e Comte de Shaftesbury, homme politique, philosophe et écrivain anglais († 4 février 1713).
  - Johann Arnold Zeitfuchs (de), chroniqueur, théologien et auteur spirituel allemand († 21 mai 1742).
- 1672 : Augustin Calmet, exégète et érudit lorrain († 25 octobre 1757).
- 1677 : Nicola Fago, compositeur italien († 18 février 1745).
- 1679 : Claude Poullart des Places, religieux français († 2 octobre 1709).
- 1681 : Henri François de Bombelles, gouverneur de la place de Bitche († 29 juillet 1760).
- 1690 : Samuel van der Putte, missionnaire néerlandais ayant parcouru l'Asie († 26 août 1745).
- 1694 : Karl Gottlob Sperbach (de), philologue allemand († 6 juillet 1772).
- 1698 : Jérôme Bignon de Blanzy, grand commis de l’État et bibliothécaire du roi († 8 mars 1743).

### XVIIIesiècle
- 1715 : Claude-Adrien Helvétius, philosophe français († 26 décembre 1771).
- 1718 : Johan Ernst Gunnerus, évêque, botaniste, zoologue et ornithologue norvégien († 23 septembre 1773).
- 1728 : Antoine Baumé, pharmacien et chimiste français († 15 octobre 1804).
- 1756 : Louis Charles d'Hervilly, officier militaire royaliste († 14 novembre 1795).
- 1768 : Thomas Mignot, général de division français († 6 septembre 1813).
- 1770 : Antoine Reicha, compositeur et professeur tchèque († 28 mai 1836).
- 1774 : Heinrich von Pechmann (de), architecte et auteur allemand († 4 juillet 1861).
- 1775 : Adolf Stieler, fonctionnaire de la cour allemande et cartographe allemand († 13 mars 1836).
- 1777 : Mathieu de Dombasle, agronome français († 27 décembre 1843).
- 1780 :
  - August Thieme (de), poète allemand († 13 juin 1860).
  - Christian Samuel Weiss, minéralogiste et cristallographe allemand († 1er octobre 1856).
- 1786 :
  - François Arago, mathématicien, astronome, physicien et homme politique français († 2 octobre 1853).
  - Madame Saqui (Marguerite-Antoinette Lalanne dite), acrobate et danseuse de corde française († 21 janvier 1866).
- 1787 : André Coindre, prêtre français, fondateur de l'ordre des Frères du Sacré-Cœur († 30 mai 1826).
- 1789 : Julius von den Brinken (de), forestier spécialiste des sciences forestières allemand († 2 juin 1846).
- 1790 : Henri Dewandre, juriste et homme politique belge († 30 septembre 1862).
- 1794 :
  - Barthélemy de Theux de Meylandt, homme politique belge († 21 août 1874).
  - Heinrich August Pierer, officier, éditeur et lexicographe allemand († 12 mai 1850).
- 1800 : John Baptist Purcell, prélat irlando-américain († 4 juillet 1883).

### XIXesiècle
- 1802 : Victor Hugo, écrivain français († 22 mai 1885).
- 1807 : 
  - Théophile-Jules Pelouze, chimiste français († 31 mai 1867).
  - Emma Leroux de Lincy, artiste peintre française († 2 avril 1879)
- 1808 :
  - Honoré Daumier, peintre, illustrateur, caricaturiste et sculpteur français († 10 février 1879).
  - Manfredo Fanti, général italien († 5 avril 1865).
- 1811 : Heinrich Christian Burckhardt (de), forestier, auteur d'ouvrages sur la sylviculture allemand († 14 décembre 1879).
- 1813 : Louise von Bose (de), bienfaitrice allemande des pauvres et mécène des arts et des sciences († 3 octobre 1883).
- 1814 : Charles Joseph Sainte-Claire Deville, géologue et météorologue français († 10 octobre 1876).
- 1815 : Louis Ganne, homme politique français († 17 janvier 1886).
- 1816 : Franz Krenn, compositeur autrichien († 18 juin 1897).
- 1819 : Louis Jules Bauduin, général de brigade français († 11 décembre 1878).
- 1822 : Franz Joseph Strauss, musicien et compositeur allemand, père de Richard Strauss († 31 mai 1905).
- 1823 : Gustave-Adolphe de Hohenlohe-Schillingsfürst, cardinal évêque allemand († 30 octobre 1896).
- 1825 :
  - Jan Balatka (de), compositeur austro-américain († 17 avril 1899).
  - Ludwig Rütimeyer, zoologiste, anatomiste et paléontologue suisse († 25 novembre 1895).
- 1829 : Oscar Levi Strauss, inventeur du blue-jeans († 26 septembre 1902).
- 1831 : Josef Werndl, producteur d'armes autrichien († 29 avril 1889).
- 1835 :
  - Richard Andree (de), géographe et ethnographe allemand († 22 juin 1912).
  - Adolphe Danhauser, compositeur et professeur de musique français († 9 juin 1896).
- 1837 : Charles Woeste, homme politique belge († 5 avril 1922).
- 1838 : Wendelin Weißheimer, compositeur allemand, chef d'orchestre et écrivain sur la musique († 10 juin 1910).
- 1841 : Evelyn Baring, comte de Cromer, consul général britannique en Égypte († 29 janvier 1917).
- 1842 :
  - Hugo Bußmeyer (de), compositeur et pianiste allemand († 1er février 1912).
  - Camille Flammarion, astronome français († 3 juin 1925).
- 1843 : Heinrich Winter (de), peintre allemand († 13 novembre 1911).
- 1844 :
  - August Hartel (de), architecte allemand († 18 février 1890).
  - Victor von Podbielski, général allemand († 21 janvier 1916).
- 1845 : Alexandre III, tsar de Russie († 1er novembre 1894).
- 1846 : Buffalo Bill (William Frederick Cody dit), aventurier et homme de spectacle américain († 10 janvier 1917).
- 1848 : Emil Deckert (de), géographe allemand († 1er octobre 1916).
- 1851 :
  - Paul Gautsch, personnalité politique autrichienne († 20 avril 1918).
  - Carl Albert Purpus (de), botaniste et collectionneur de plantes allemand († 17 janvier 1941).
- 1852 : John Harvey Kellogg, médecin et chirurgien américain, inventeur des corn flakes († 14 décembre 1943).
- 1857 : Émile Coué, auteur et médecin français, spécialiste de l'autosuggestion († 2 juillet 1926).
- 1858 : 
  - Pierre Mandonnet, théologien dominicain français († 4 janvier 1936).
  - Heinrich Philippsen (de), historien allemand († 20 mars 1936).
- 1861 : 
  - Ferdinand Ier, tsar de Bulgarie († 14 août 1948).
  - Albert de Schleswig-Holstein, Duc de Schleswig-Holstein († 27 avril 1931).
- 1864 :
  - Alfred Bachelet, compositeur français, chef d'orchestre et professeur de musique († 10 février 1944).
  - Albert Salsas, historien français († 4 juin 1940).
  - Antonín Sova, poète et écrivain tchèque († 16 août 1928).
- 1866 :
  - Herbert Henry Dow, pionnier américain de l'industrie chimique († 15 octobre 1930).
  - Aurelio Galli, cardinal italien de l'Église catholique romaine († 26 mars 1929).
- 1869 : 
  - Nadejda Kroupskaïa, révolutionnaire russe, femme de Lénine († 27 février 1939).
  - Albert Roure, général français († 8 janvier 1969).
- 1873 : Johann Schütte (de), architecte naval allemand, pionnier des dirigeables († 29 mars 1940).
- 1874 : Oskar Kiefer (de), sculpteur allemand († 9 septembre 1938).
- 1875 :
  - Alexander Borisovich Goldenweiser, compositeur et pianiste russe († 26 novembre 1961).
  - Erich Koch-Weser, homme politique allemand († 19 octobre 1944).
  - Richard Wetz, compositeur, chef d'orchestre et professeur de musique allemand († 16 janvier 1935).
- 1879 : 
  - Frank Bridge, compositeur et altiste britannique († 10 janvier 1941).
  - Henri Fauconnier, écrivain français († 14 avril 1973).
- 1880 :
  - Janus Djurhuus (en), avocat et poète des îles Féroé († 31 août 1948).
  - Kenneth Edgeworth, ingénieur et astronome irlandais († 10 octobre 1972).
  - Hans Strobel (de), architecte et urbaniste allemand († 6 février 1953).
- 1881 : Alice Beylat née Alice Gaulet, actrice de cinéma française, née à Vendeuvre-sur-Barse, Aube († 28 mai 1973) à Lagny-sur-Marne.
- 1882 :
  - Husband E. Kimmel, amiral américain, commandant de la Flotte du Pacifique († 14 mai 1968).
  - Pierre Mac Orlan, écrivain français († 27 juin 1970).
- 1884 : Francesco Borgongini-Duca, cardinal de l'Église catholique romaine († 4 octobre 1954).
- 1885 : Aleksandras Stulginskis, homme politique lituanien, président de Lituanie de 1920 à 1926 († 22 septembre 1969).
- 1887 :
  - Grover Cleveland Alexander, joueur de baseball américain († 4 novembre 1950).
  - William Frawley, acteur américain († 3 mars 1966).
- 1888 :
  - Charles Frey, homme politique français († 14 octobre 1955).
  - Maurice Schilles, coureur cycliste sur piste français († 24 décembre 1957).
- 1889 :
  - Maria Grengg (de), peintre et conteur autrichien († 8 octobre 1963).
  - Otto Riethmüller, prêtre et écrivain allemand († 19 novembre 1938).
  - Julien Wartelle, gymnaste artistique français († 12 août 1943).
- 1891 : Carlo Carcano, joueur de football et entraineur italien († 23 juin 1965).
- 1892 : Émile Coulonvaux, homme politique belge et militant wallon († 10 mars 1966).
- 1894 : Wilhelm Bittrich, militaire allemand, pilote de chasse durant la Première Guerre mondiale et général de corps d'armée durant la Seconde Guerre mondiale († 19 avril 1979).
- 1895 : William Laurentz, joueur de tennis français († 7 mars 1922).
- 1896 : Andreï Jdanov, homme politique soviétique († 31 août 1948).
- 1898 : Konstantin Biebl, poète tchèque († 12 novembre 1951).
- 1899 :
  - Marcel Dangles, footballeur français († 15 février 1974).
  - Max Petitpierre, homme politique suisse († 25 mars 1994).
- 1900 :
  - Jean Negulesco, réalisateur américain d'origine roumaine († 18 juillet 1993).
  - Halina Konopacka, athlète polonaise, championne olympique au lancer du disque en 1928 († 29 janvier 1989).
  - Fritz Wiessner, alpiniste allemand († 3 juillet 1988).

### XXesiècle
- 1901 :
  - Alexandr Hořejší (de) dit Jan Alda, poète et traducteur tchèque († 30 octobre 1970).
  - Leslie Munro, journaliste, diplomate et homme politique néo-zélandais († 13 février 1974).
- 1902 :
  - Algabeño hijo (José García Carranza dit), matador espagnol († 30 décembre 1936).
  - Vercors (Jean Bruller dit), résistant et écrivain français († 10 juin 1991).
- 1903 :
  - Jan Fethke (Jean Forge dit), écrivain espérantophone et scénariste polonais-allemand († 16 décembre 1980).
  - Giulio Natta, chimiste et pharmacien italien († 2 mai 1979).
  - Orde Wingate, major-général britannique († 24 mars 1944).
- 1904 : Marie-Hélène Lefaucheux, née Postel-Vinay, femme politique française († 25 février 1964).
- 1906 : Madeleine Carroll, actrice anglaise († 2 octobre 1987).
- 1907 : Dub Taylor, acteur américain († 3 octobre 1994).
- 1908 :
  - Tex Avery (Frederick Bean Avery dit), réalisateur de films d'animation américain († 26 août 1980).
  - Mar Simon XXIII Ishaya (ou Ishaï), catholicos-patriarche de l'Église apostolique assyrienne de l'Orient de 1920 à son assassinat le († 6 novembre 1975).
  - Jacques Maury, homme politique français († 10 novembre 1980).
  - Jean-Pierre Wimille, coureur automobile français († 28 janvier 1949).
- 1909 :
  - Roger Rérolle, champion d'athlétisme français († 30 décembre 1990).
  - Talal, roi de Jordanie († 7 juillet 1972).
- 1911 : 
  - Camille Blanc, homme politique et résistant français († 31 mars 1961).
  - Rémy Boutavant, personnalité politique française († 25 décembre 1979).
  - Jussi Lappi-Seppälä, architecte et un député finlandais († 24 janvier 1977).
  - Tarō Okamoto, peintre japonais († 7 janvier 1996).
  - Albina Osipowich, nageuse américaine († 6 juin 1964).
  - Josef Smrkovský, homme politique tchécoslovaque († 15 janvier 1974).
  - Cor Wals, coureur cycliste sur piste néerlandais († 5 avril 1994).
- 1912 : Dane Clark, acteur américain († 11 septembre 1998).
- 1914 : Witold Rowicki, musicien et chef d'orchestre polonais († 1er octobre 1989).
- 1915 : Aldo Boffi, footballeur italien († 26 novembre 1987).
- 1916 : Jackie Gleason, acteur, écrivain, compositeur, humoriste et chef d'orchestre américain († 24 juin 1987).
- 1918 : 
  - Theodore Sturgeon, écrivain américain († 8 mai 1985).
  - Efim Etkind, linguiste, écrivain et théoricien russe de la littérature († 22 novembre 1999).
- 1919 : Rie Mastenbroek, nageuse néerlandaise, triple championne olympique († 6 novembre 2003).
- 1920 :
  - Max Éraud, général et dirigeant sportif français † (4 avril 1996).
  - Tony Randall, acteur américain († 17 mai 2004).
  - José Mauro de Vasconcelos, écrivain brésilien († 25 juillet 1984).
  - Lucjan Wolanowski, journaliste, écrivain et voyageur polonais († 20 février 2006).
- 1921 : 
  - Betty Hutton, actrice et chanteuse américaine († 11 mars 2007).
  - Georges-Paul Wagner, avocat au barreau de Paris, militant monarchiste et député du Front national (° 11 juin 2006).
- 1922 :
  - Margaret Leighton, actrice anglaise († 13 janvier 1976).
  - Carl Aage Præst, footballeur danois († 20 novembre 2011).
- 1923 :
  - Guy Lefrant, chef d'escadron et cavalier français († 31 décembre 1993).
  - Claude Parent, architecte français († 27 février 2016).
- 1924 : 
  - Paolo Heusch, réalisateur italien († 16 octobre 1982).
  - François Perrot, comédien français († 20 janvier 2019).
- 1925 : Everton Weekes, joueur de cricket barbadien († 1er juillet 2020).
- 1928 :
  - Fats Domino (Antoine Dominique Domino Jr. dit), musicien de rhythm and blues américain († 24 octobre 2017).
  - Anatoli Filiptchenko, cosmonaute soviétique russe.
  - Monique Leyrac, chanteuse et comédienne québécoise († 15 décembre 2019).
  - Ariel Sharon, général et homme politique israélien († 11 janvier 2014).
- 1930 : 
  - Lazar Berman, pianiste italien d'origine russe († 6 février 2005).
  - James Leslie « Les » McMahon, homme politique australien († 23 janvier 2015).
- 1931 :
  - Lawrence Montaigne, acteur et scénariste américain († 17 mars 2017).
  - Claude Piron, linguiste et traducteur belge († 22 janvier 2008).
  - Jacques Rouxel, dessinateur d'animation français, créateur des Shadoks († 25 avril 2004).
- 1932 : Johnny Cash, chanteur américain de country music († 12 septembre 2003).
- 1933 :
  - Irina Beglyakova, athlète soviétique puis russe spécialiste du lancer du disque († 19 mars 2018).
  - Michel Delacroix, peintre naïf français.
  - Lubomyr Husar, cardinal et primat de l'Église grecque-catholique ukrainienne († 31 mai 2017).
  - Gorō Yamaguchi, musicien japonais († 3 janvier 1999).
- 1935 : Azzedine Alaïa, couturier franco-tunisien († 18 novembre 2017).
- 1936 :
  - José da Cruz Policarpo, cardinal portugais, patriarche de Lisbonne († 12 mars 2014).
  - António da Cunha Telles, cinéaste et producteur portugais.
- 1937 :
  - Eduardo Arroyo, peintre, lithographe et décorateur de théâtre espagnol († 14 octobre 2018).
  - Roger Bozzetto (Cannes, 26 février 1937 - Aix-en-Provence, Bouches-du-Rhône, 20 mars 2024), universitaire et critique littéraire français, spécialiste du fantastique et de la science-fiction ;
  - Hagood Hardy, instrumentiste, compositeur et arrangeur canadien († 1er janvier 1997).
- 1942 : 
  - Jozef Adamec, joueur et entraîneur slovaque de football († 24 décembre 2018).
  - Alain Bonnafous, économiste français spécialisé en économie des transports
  - Najma Chaudhury, universitaire, femme politique et féministe bangladaise.
  - Wolf Gremm, réalisateur et scénariste allemand († 14 juillet 2015).
- 1943 :
  - Bill Duke, acteur et réalisateur américain.
  - Bob Hite, chanteur américain du groupe Canned Heat († 5 avril 1981).
  - Claude Saunier, homme politique français, membre du Parti socialiste.
  - Georges Tate, universitaire, historien et orientaliste français († 5 juin 2009).
- 1944 :
  - Ronald Lauder, homme d'affaires, philanthrope et collectionneur d'art américain, élu président du Congrès juif mondial en 2007.
  - Yvan Roy, footballeur français.
- 1945 :
  - Jan Jansen, coureur cycliste néerlandais.
  - Vladimir Kosinsky, nageur soviétique († 14 juillet 2011).
  - Marta Kristen, actrice norvégienne.
  - Mitch Ryder, chanteur américain du groupe The Detroit Wheels (en).
- 1946 :
  - Robert Le Gall, évêque catholique français, bénédictin et archevêque de Toulouse.
  - Bingo Smith, joueur américain de basket-ball.
  - Ahmed H. Zewail, chimiste égyptien, prix Nobel de chimie 1999 († 2 août 2016).
- 1947 :
  - Janusz Kierzkowski, coureur cycliste sur piste polonais († 19 août 2011).
  - Sandie Shaw, chanteuse pop britannique.
- 1948 : Michèle Goslar, professeur, écrivain et biographe belge.
- 1949 :
  - Marie-Claire Dewarrat, écrivain suisse de langue française.
  - Elizabeth George, romancière américaine.
- 1950 :
  - Helen Clark, femme politique néo-zélandaise.
  - Betty-Ann Stuart, joueuse de tennis américaine.
- 1951 :
  - Vladimir Barnachov, biathlète soviétique.
  - Stanislav Eremin, joueur de basket-ball russe.
  - Ramón Heredia, footballeur et entraîneur argentin.
  - Carmen Martínez-Bordiú y Franco, ancienne duchesse d'Anjou et de Cadix.
  - Siegmund Mewes, footballeur et entraîneur est-allemand.
- 1953 :
  - Michael Bolton, chanteur américain.
  - Jean Teulé, romancier français.
- 1954 :
  - Ernest-Auguste de Hanovre, prince allemand.
  - Recep Tayyip Erdoğan, homme politique turc.
- 1956 :
  - CharlÉlie Couture (Bertrand Charles Élie Couture dit), artiste français.
  - Michel Houellebecq, écrivain français.
  - Keisuke Kuwata, chanteur japonais.
  - Antonio Trevín, homme politique espagnol.
- 1957 :
  - Connie Carpenter-Phinney, patineuse de vitesse et coureuse cycliste américaine.
  - Hervé Giraud, prélat catholique français archevêque-évêque de Viviers et prélat de la Mission de France.
  - Joe Mullen, joueur puis entraîneur américain de hockey sur glace.
  - Keena Rothhammer, nageuse américaine.
- 1958 :
  - Jean-Clet Martin, philosophe français.
  - Évelyne Desutter, danseuse étoile française.
  - Greg Germann, acteur américain.
  - Susan J. Helms, astronaute américaine.
  - Crisse, auteur de bande dessinée belge.
- 1960 : Jaz Coleman (Jeremy Coleman dit), chanteur britannique du groupe Killing Joke.
- 1961 : Virginie Lemoine, humoriste française.
- 1962 : Sheila Cornell, joueuse de softball américaine.
- 1964 :
  - Mark Dacascos, acteur américain.
  - Vladimir Krylov, athlète soviétique, spécialiste du sprint et du 400 mètres.
- 1966 : Marc Fortier, jour de hockey sur glace canadien.
- 1967 : Serge Chamchinov, dessinateur, aquarelliste français.
- 1968 : Tim Commerford, bassiste américain des groupes Rage Against the Machine et Audioslave.
- 1969 : Wang Dan, un des dirigeants du Mouvement démocratique chinois.
- 1970 :
  - Linda Brava (Linda Lampenius dite), violoniste finlandaise.
  - Heli Rantanen, athlète finlandaise spécialiste du lancer du javelot.
- 1971 :
  - Erykah Badu, chanteuse américaine.
  - Manu Levy, animateur de radio français.
  - Hélène Segara, chanteuse française.
- 1972 : Bertrand Vecten, rameur français.
- 1973 :
  - ATB (André Tanneberger dit), compositeur et producteur de trance allemand.
  - Marshall Faulk, joueur américain de football américain.
  - Ole Gunnar Solskjær, footballeur norvégien.
  - Jenny Thompson, nageuse américaine, huit fois championne olympique.
- 1974 :
  - Charles Caudrelier, navigateur français.
  - Sébastien Loeb, pilote de rallye français.
  - Martina Zellner, biathlète allemande.
- 1975 :
  - Alexandre Botcharov, coureur cycliste russe.
  - Frank Busemann, athlète allemand spécialiste du décathlon.
  - Virginie Hocq, comédienne et humoriste belge.
- 1976 :
  - Ky-Mani Marley, chanteur de reggae jamaïcain, fils de Bob Marley.
  - Marichka Padalko, journaliste ukrainienne.
  - Marcel Schelbert, athlète suisse spécialiste du 400 mètres haies.
- 1977 :
  - Khadija El Hamdaoui, judokate marocaine.
  - Koxie (Laure Cohen dite), chanteuse française.
  - Tim Thomas, basketteur américain.
  - Shane Williams, joueur de rugby gallois.
- 1978 : Abdoulaye Diagne-Faye, footballeur sénégalais.
- 1979 : 
  - Fares Mekhalfi, footballeur algérien.
  - Corinne Bailey Rae, chanteuse anglaise.
- 1980 : Steve Blake, joueur américain de basket-ball.
- 1981 : Guillaume Karrer, joueur de hockey sur glace français.
- 1982 :
  - Alvaro Galindo, joueur de rugby argentin.
  - Li Na, joueuse de tennis chinoise.
  - Nate Ruess, auteur-compositeur et interprète américain.
  - Jennifer Screen, joueuse de basket-ball australienne.
  - Jean-Baptiste Djebbari , homme politique français.
- 1983 :
  - Képler Laveran Lima Ferreira, footballeur international portugais d'origine brésilienne.
  - Erin McLeod, joueuse de football canadienne.
  - Kara Monaco, mannequin et actrice américaine.
- 1984 :
  - Emmanuel Adebayor, footballeur togolais.
  - Alex De Angelis, pilote de moto saint-marinais.
- 1985 :
  - Shiloh Fernandez, acteur américain.
  - Fernando Llorente, footballeur espagnol.
  - Carolin Nytra, athlète allemande spécialiste du 100 mètres haies.
  - Sanya Richards-Ross, athlète jamaïcaine naturalisée américaine spécialiste du 400 mètres.
- 1986 :
  - Hannah Kearney, skieuse acrobatique américaine.
  - Leila Lopes, reine de beauté angolaise, Miss Univers 2011.
  - Guo Shuang, coureuse cycliste chinoise spécialiste de la piste.
- 1987 :
  - Julia Bond, actrice pornographique américaine.
  - Stanislav Melnykov, athlète ukrainien, spécialiste du 400 mètres haies.
- 1988 : Sinta Ozoliņa, athlète lettonne, spécialiste du lancer du javelot.
- 1989 : Davina Philtjens, joueuse de football belge.
- 1991 : CL (Lee Chae Rin (이채린) dite), rappeuse et chanteuse sud-coréenne.
- 1992 : Alexandria Mills, mannequin américaine couronnée Miss Monde 2010.
- 1993 :
  - Taylor Dooley, actrice américaine.
  - Alan Roura, navigateur suisse.
- 1995 : Griedge Mbock, footballeuse française.

### XXIesiècle
- 2008 : Diana Stognushenko, pianiste ukrainienne.

## Décès

### vesiècle
- 420 : Porphyre de Gaza, évêque de Gaza (° vers 347).

### XIIesiècle
- 1154 : Roger II, roi de Sicile (° 1093).

### XIIIesiècle
- 1266 :
  - Manfred Ier (Manfred de Hohenstaufen), roi de Sicile (° 1232).
  - Richard de Lauria, noble italien (° inconnue).
- 1289 : Przemko de Ścinawa, duc de Silésie (° entre 1265 et 1271).

### xivesiècle
- 1360 : Roger Mortimer, noble et militaire anglais (° 11 novembre 1328).

### xvesiècle
- 1440 : Friedrich von Aufseß, prince-évêque de Bamberg de 1421 à 1431 (° 1370).
- 1462 : John de Vere, noble et homme politique anglais (° 23 avril 1408).
- 1495 : Sigismond de Brandebourg-Kulmbach, noble allemand (° 27 septembre 1468).

### XVIesiècle
- 1538 : Ursule de Rosenfeld, noble allemande (° 1499).
- 1548 : Lorenzino de Médicis, homme politique, écrivain et dramaturge florentin (° 22 mars 1514).
- 1556 : Frédéric II du Palatinat, électeur palatin (° 9 décembre 1482).
- 1577 : Éric XIV de Suède, roi de Suède (° 13 décembre 1533).

### XVIIesiècle
- 1605 :
  - Gaspard Bachet de Méziriac, mathématicien français (° 9 octobre 1681).
  - Georges III d'Erbach, noble allemand (° 15 juillet 1548).
- 1611 : Antonio Possevino, prêtre et diplomate italien (° 12 juillet 1533).
- 1630 : Carlo Barberini, noble et général italien de l'armée papale (° 28 mai 1562).
- 1632 : César II de Guastalla, noble italien (° 1592).
- 1650 : Vaugelas (Claude Favre, baron de Pérouges, seigneur de Vaugelas), grammairien et académicien français (° 6 janvier 1585).
- 1661 : Louis de Cossé de Brissac, noble français (° 5 septembre 1625).

### XVIIIesiècle
- 1717 : Joan de Cabanas, écrivain provençal de langue occitane (° 28 mars 1654).
- 1726 : Maximilien II Emmanuel, électeur de Bavière de 1679 à 1726 (° 11 juillet 1662).
- 1733 : Johann Adam Birkenstock, compositeur allemand et l'un des violonistes les plus importants de son temps (° 1er février 1687).
- 1748 : Jean-Baptiste Landé, danseur et maître de ballet français (° inconnue).
- 1770 : Giuseppe Tartini, compositeur italien (° 8 avril 1692).
- 1790 : 
  - Barthélemy de La Valette-Parizot, homme politique français (° 9 octobre 1725).
  - Joshua Rowley, 1er baronnet Rowley de Tendring (Suffolk), est un officier de marine britannique (° 1er mai 1730).
- 1795 : Frédou (Jean-Martial Frédou de la Bretonnière dit), artiste, peintre, dessinateur et pastelliste français (° 28 janvier 1710).

### XIXesiècle
- 1802 : Esek Hopkins, marchand et corsaire américain (° 26 avril 1718).
- 1806 : Thomas Alexandre Dumas (Thomas Alexandre Davy de la Pailleterie dit le général Dumas), général de la Révolution française père de l’écrivain Alexandre Dumas (° 25 mars 1762).
- 1811 : Mateo de Toro Zambrano, commerçant et homme politique chilien (° 20 septembre 1727).
- 1813 : 
  - Jean-Charles Musquinet de Beaupré, général d'Empire français (° 21 mai 1749).
  - Robert R. Livingston, homme politique et diplomate américain (° 27 novembre 1746).
- 1814 : François Charles Absolut de La Gastine, militaire français (° 16 janvier 1751).
- 1815 : Frédéric Josias de Saxe-Cobourg-Saalfeld, général allemand (° 26 décembre 1737).
- 1816 : Jean-Baptiste Harmand, homme politique français (° 10 novembre 1751).
- 1821 : Joseph de Maistre, homme politique, philosophe, magistrat, historien et écrivain savoyard (° 1er avril 1753).
- 1829 : Johann Heinrich Wilhelm Tischbein, peintre allemand (° 15 février 1751).
- 1839 : Sybil Ludington, héroïne de la guerre d'Indépendance américaine (° 5 avril 1761).
- 1852 : Hélène Jégado, tueuse en série française (° 17 juin 1803).
- 1858 : Louis-Victor-Léon de Rochechouart, général français, fut gouverneur militaire de Paris (° 14 septembre 1788).
- 1859 : Carl Ludwig Doleschall, naturaliste autrichien (° 15 juin 1827).
- 1864 : Louis-Hippolyte La Fontaine, homme politique canadien (° 4 octobre 1807).
- 1865 : Evgueni Obolenski, militaire russe (° 6 octobre 1796).
- 1869 : Asaf Jah V, prince indien (° 11 octobre 1827).
- 1878 : Alexandre Antigna, peintre français (° 7 mars 1817).
- 1882 : Moritz-Daniel Oppenheim, artiste-peintre allemand (° 7 janvier 1800).
- 1883 : Aléxandros Koumoundoúros, homme politique grec (° 1817).
- 1884 : Emmanuel Félix de Wimpffen, général français (° 13 septembre 1811).
- 1886 :
  - Constantin D. Moruzi, boyard russe (° 1816 ou 1819).
  - Georges François Léopold Menu, chanteur français (° 22 janvier 1845).
- 1900 : Shinagawa Yajirō, homme politique japonais (° 20 novembre 1843).

### XXesiècle
- 1903 : Richard Jordan Gatling, inventeur américain (° 12 septembre 1818).
- 1904 : Alice Bron, philanthrope belge (° 28 octobre 1850).
- 1907 : Charles Alcock, footballeur anglais (° 2 décembre 1842).
- 1909 :
  - Caran d'Ache, dessinateur humoristique et caricaturiste français (° 6 novembre 1858).
  - Raymond Balze, peintre et pastelliste français (° 4 mai 1818).
- 1912 : Bernardino Caballero, homme politique paraguayen (° 20 mai 1839).
- 1914 : Piotr Semionov-Tian-Chanski, géographe et botaniste russe (° 2 janvier 1827).
- 1919 : Reginald Abbot, pair britannique et magistrat (° 13 février 1842).
- 1920 : Pierre Auguste Roques, général français (° 28 décembre 1856).
- 1921 : Carl Menger, économiste autrichien (° 23 février 1840).
- 1925 : Louis Feuillade, réalisateur français de cinéma muet (° 19 février 1873).
- 1928 : Georges Sagnac, physicien français (° 14 octobre 1869).
- 1930 : Rafael Merry del Val, cardinal espagnol, ancien secrétaire d'État de la Curie romaine (° 10 octobre 1865).
- 1931 : Otto Wallach, chimiste allemand, prix Nobel de chimie 1910 (° 27 mars 1847).
- 1932 : Yossef Haïm Sonnenfeld, rabbin orthodoxe (° 1er décembre 1848).
- 1933 : 
  - Spottiswoode Aitken, acteur de cinéma muet écossais (° 16 avril 1868).
  - Alexandre Mikhaïlovitch de Russie, Grand-Duc de Russie, amiral (° 1er avril 1866).
  - Thyra de Danemark, Princesse de Danemark et de Hanovre (° 29 septembre 1853).
- 1936 : 
  - Takahashi Korekiyo, homme politique japonais (° 27 juillet 1854).
  - Saitō Makoto, homme politique japonais (° 27 octobre 1858).
  - Jōtarō Watanabe, général japonais (° 16 avril 1874).
- 1938 : Louis Bonneau, général de division français (° 7 juillet 1851).
- 1939 : 
  - Vlas Tchoubar, homme politique ukrainien (° 22 février 1891).
  - Stanislav Vikentievitch Kossior, homme politique soviétique polonais (° 18 novembre 1889).
- 1943 :
  - Theodor Eicke, général allemand (° 17 octobre 1892).
  - Antoine Casenobe, aviateur français de la Seconde Guerre mondiale (° 3 novembre 1914).
- 1945 : Millard Harmon, lieutenant général américain (° 19 janvier 1888).
- 1951 : Sabiha Kasimati, ichtyologue albanaise (° 15 septembre 1912).
- 1956 : Georges Cahuzac, acteur français (° 10 février 1871).
- 1957 : Robert Oscar Léon Falbisaner , résistant alsacien (°16 août 1889).
- 1959 : Alexandra Duff, Duchesse de Fife, épouse de Arthur de Connaught, (° 17 mai 1891).
- 1961 : Mohammed V du Maroc, roi du Maroc de 1957 à 1961 (° 10 août 1909).
- 1963 : 
  - Roger Piteu, joueur français de rugby à XV (° 14 mai 1899).
  - Eric Marshall, chirurgien et explorateur britannique (° 29 mai 1879).
- 1969 :
  - Levi Eshkol, troisième Premier ministre israélien (° 25 octobre 1895).
  - Karl Jaspers, psychiatre et philosophe allemand (° 23 février 1883).
- 1971 : Fernandel (Fernand Joseph Désiré Contandin dit), acteur français (° 8 mai 1903).
- 1977 :
  - Jean Bachelet, directeur de la photographie français (° 8 octobre 1894).
  - Berthe Bovy, actrice franco-belge (° 6 janvier 1887).
  - Bukka White, guitariste et chanteur de blues américain (° 12 novembre 1906).
- 1978 : Lise de Cère, écrivain française (° 3 mai 1893).
- 1980 : Ahmed Choukairy, homme politique palestinien (° 1er janvier 1908).
- 1981 : Tatjana Sais, actrice allemande (° 28 janvier 1910).
- 1982 : Gábor Szabó, guitariste hongrois de jazz (° 8 mars 1936).
- 1984 : Simone Berriau, actrice française, directrice de théâtre (° 21 juillet 1896).
- 1985 : Tjalling Koopmans, économiste néerlandais, prix Nobel d'économie 1975 (° 28 août 1910).
- 1989 : Roy Eldridge, trompettiste, chanteur et chef d’orchestre de jazz américain (° 30 janvier 1911).
- 1991 : Raoul Chavialle, médecin général inspecteur (° 21 novembre 1897).
- 1995 : 
  - Jack Clayton, réalisateur britannique (° 1er mars 1921).
  - Claude Joseph, comédien français spécialisé dans le doublage vocal (° 22 octobre 1926).
  - Friedl Pfeiffer, skieur alpin autrichien (° 23 mars 1911).
- 1996 : 
  - Georges Atlas, acteur français (° 14 août 1926).
  - Mieczysław Weinberg, compositeur soviétique puis russe (° 8 décembre 1919).
- 1997 :
  - Giuseppe Bertone, constructeur automobile italien (° 4 juillet 1914).
  - David Doyle, acteur américain (° 1er décembre 1929).
  - Wende Wagner, actrice américaine (° 6 décembre 1941).
- 1998 : 
  - James Algar, réalisateur, producteur et scénariste américain (° 11 juin 1912).
  - Shirley Ardell Mason, artiste publicitaire américaine (° 25 janvier 1923).
  - Armand de Baudry d'Asson, homme politique français (° 17 avril 1910).
  - Jimmy Hagan, footballeur puis entraîneur anglais (° 21 janvier 1918).
  - Otto Haxel, physicien nucléaire allemand (° 2 avril 1909).
  - Theodore Schultz, économiste américain, prix Nobel d'économie 1979 (° 30 avril 1902).
  - Vico Torriani, chanteur et acteur suisse (° 21 septembre 1920).
- 1999 : Annibale Frossi, footballeur italien (° 6 octobre 1911).

### XXIesiècle
- 2000 : Jeanne de Savoie, reine de Bulgarie (° 13 novembre 1907).
- 2001 : 
  - Jale İnan,  archéologue turque (° 1er février 1914).
  - Arturo Uslar Pietri, romancier, nouvelliste, dramaturge, essayiste, poète et intellectuel vénézuélien (° 16 mai 1906).
- 2002 : 
  - Helen Megaw, cristallographe irlandaise (° 1er juin 1917).
  - Lawrence Tierney, acteur américain (° 15 mars 1919).
- 2003 : 
  - Christian Goethals, pilote de courses automobile belge (° 4 août 1928).
  - Jaime Ramírez Banda, footballeur chilien (° 14 août 1931).
- 2004 :
  - Harry Bartell, acteur américain (° 28 novembre 1913).
  - François-Marie Geronimi, homme politique français (° 20 mars 1911).
  - Boris Trajkovski, président de la Macédoine (° 25 juin 1956).
  - Adolf Ehrnrooth, général finlandais (° 9 février 1905).
- 2005 :
  - Bela Grunberger, psychanalyste française (° 22 février 1903).
  - Jef Raskin, informaticien américain, père de l'interface de Mac OS (° 9 mars 1943).
  - Pierre Trabaud, acteur et doubleur vocal français (° 7 août 1922).
  - Nicole Vervil, actrice française (° 31 octobre 1920).
- 2006 : 
  - Ferdinand Gilson, poilu de la Première Guerre mondiale (° 20 octobre 1898).
  - Kazimierz Otap, soldat polonais (° 29 août 1920).
- 2007 : Odile Redon, historienne française (° 18 octobre 1936).
- 2008 :
  - Mira Alečković, poète serbe (° 2 février 1924).
  - Jean Chalopin, homme politique français, ancien maire de Chemillé, ancien député (° 7 août 1920).
  - Tyronne Fernando, homme politique srilankais, ministre des Affaires étrangères de 2001 à 2004 (° 8 août 1941).
  - Buddy Miles, chanteur et batteur américain de rock, jazz et funk (° 5 septembre 1947).
  - Dan Shomron, militaire israélien, commandant de l’opération « Entebbe » (° 5 août 1937).
  - Bodil Udsen, actrice danoise (° 12 janvier 1925).
- 2009 :
  - Paul Germain, scientifique, universitaire français, secrétaire perpétuel de l'Académie des sciences (° 28 août 1920).
  - Johnny Kerr, joueur, entraîneur puis commentateur de basket-ball américain (° 17 juillet 1932).
  - Wendy Richard, actrice anglaise (° 20 juillet 1943).
  - Norm Van Lier, joueur de basket-ball américain (° 1er avril 1947).
- 2010 :
  - Didier Bergès, avocat et écrivain français (° 1944).
  - Séverin Blanchet, cinéaste et documentariste français (° 27 avril 1943).
  - Bernard Coutaz, homme d'affaires français (° 30 décembre 1922).
  - Nujabes (Jun Seba dit), producteur de hip-hop et DJ japonais (° 7 février 1974).
- 2011 : Roch Thériault, chef de secte et criminel canadien (° 16 mai 1947).
- 2013 :
  - Marie-Claire Alain, organiste française (° 10 août 1926).
  - Souleimane Chawki, musicien, chanteur et compositeur marocain (° 1929).
- 2014 : Georges Hamel, chanteur de musique country québécois (° 20 janvier 1948).
- 2015 : Earl Lloyd, premier Noir à disputer une rencontre de basket-ball en NBA (° 3 avril 1928).
- 2016 : Donald Russ « Don » Getty, joueur de football et homme politique canadien (° 30 août 1933).
- 2019 : Mag Bodard, journaliste française d'origine italienne devenue productrice de cinéma puis centenaire (° 3 janvier 1916).
- 2021 :
  - Ronald Gillespie, chimiste et professeur d'université britannique (° 21 août 1924).
  - Irving Grundman, directeur général canadien de hockey sur glace (Canadiens de Montréal) (° 23 juillet 1928).
  - Hannu Mikkola, pilote de rallye automobile finlandais (° 24 mai 1942).
  - Jean Perrottet, architecte français (° 31 mai 1925).
  - Alfredo Quintana, handballeur cubain (° 20 mars 1988).
  - Michael Somare, homme politique papouan-néo-guinéen, père de l'indépendance (° 9 avril 1936).
- 2023 :
  - Béchir Ben Slama, écrivain et homme politique tunisien (° 14 octobre 1931).
  - Betty Boothroyd, femme politique britannique (° 8 octobre 1929).
  - Alberto Mario González, footballeur international argentin (° 21 août 1941).
  - Christian Gouiffés, astrophysicien français (° 28 août 1959).
  - Bernard Lallement, chef de chœur, compositeur, harmonisateur, folkloriste français (° 3 janvier 1936).
  - Curzio Maltese, journaliste, écrivain et un homme politique italien (° 30 mars 1959).
- 2024 :
  - Rolf Aamot, peintre, réalisateur, photographe et compositeur norvégien (° 28 septembre 1934).
  - Ole Anderson, catcheur américain (° 22 septembre 1942).
  - Gabriel Banon, homme d'affaires, économiste et consultant franco-marocain (° 6 janvier 1928).
  - Jacques Casolari, footballeur français (° 2 mars 1942).
  - Giuseppe D'Altrui, poloïste puis entraîneur italien (° 7 avril 1934).
  - Salah Larbès, footballeur algérien (° 16 septembre 1952).
  - René Pollesch, dramaturge et metteur en scène allemand (° 29 octobre 1962).
  - Jacob Rothschild, banquier d'affaires, homme politique britannique (° 29 avril 1936).
  - Tep Vong, moine bouddhiste cambodgien (° 12 janvier 1932).
- 2025 :
  - Anike Agbaje-Williams, animatrice de télévision nigériane (° 23 octobre 1936).
  - Joseph A. Burns, astronome américain (° 22 mars 1941).
  - Jean Campeau, administrateur et homme politique canadien (° 6 juillet 1931).
  - Michel Gaudart de Soulages, avocat et écrivain franco-canadien (° 19 août 1948).
  - Terrance Johnson, basketteur américain (° 24 septembre 1982).
  - Kim Tae-young, général sud-coréen (° 13 janvier 1949).
  - Hans Pirkner, footballeur autrichien (° 25 mars 1946).
  - Michelle Trachtenberg, actrice américaine (° 11 octobre 1985).

## Célébrations
- Koweït : jour de la libération[6] commémorant la libération du pays vis-à-vis de l'Irak voisin après la guerre du Golfe en 1991 (et lendemain de la fête nationale du 25 février).

### Religieuses
- Calendrier Badí‘ : premier jour de la période intercalaire Ayyám-i-Há (en) / jours de Há, qui célèbre la transcendance de Dieu et permet en outre de se raccorder au calendrier grégorien.
- Nation of Islam (NoI) : saviours' day / jour du sauveur célébrant la naissance de Wallace Fard Muhammad supposé être la réincarnation d'Allah et le sauveur de la « race noire ».
- Judaïsme : date possible de la fête des sorts ou pourim (purim) entre 14 février et 21 mars environ (ce 26 février jusqu'au soir en 2021, avec le 25 février au soir en manière de "réveillon"[7]).

### Saints des Églises chrétiennes

#### Saints catholiques et orthodoxes du jour
Saints catholiques et orthodoxes du jour :
- Agricole de Nevers († 594), 7e évêque de Nevers.
- Alexandre d'Alexandrie († 326), patriarche d'Alexandrie - fêté le 29 mai en Orient.
- André de Florence († IXe siècle), 10e évêque .
- Denis d'Augsbourg († 300), 1er évêque d'Augsbourg.
- Éloade de Nevers († 580), 6e évêque de Nevers.
- Faustinien de Bologne († IVe siècle), 2e évêque de Bologne.
- Irène de Gaza († IIIe siècle), vierge à Gaza.
- Milgite d'Anglie († v. 676), moniale.
- Photine la Samaritaine (Ier siècle), rencontra Jésus au puits de Jacob.
- Porphyre de Gaza († 420), évêque de Gaza en Palestine.
- Vitre († IVe siècle), ermite à Arcis-sur-Aube.

#### Saints et bienheureux catholiques du jour
Saints et bienheureux catholiques du jour :
- Giuseppe Rossi († 1945), bienheureux prêtre italien mort martyr.
- Mathilde de Sponheim († 1154), bienheureuse recluse allemande.
- Paule Montal Fornés († 1889), religieuse catalane, fondatrice des filles de Marie des écoles pies.
- Piedad de la Cruz († 1916), bienheureuse religieuse espagnole, fondatrice des salésiennes du Sacré-Cœur de Jésus[10].
- Robert Drury († 1606), bienheureux prêtre anglais martyr à Tyburn.

#### Saints orthodoxes du jour (aux dates parfois"juliennes"/ orientales)
Saints orthodoxes du jour :
- Jean l'Ébéniste († 1575), ébéniste au palais du sultan à Constantinople, martyr.
- Sébastien de Pochekhonié († vers 1542), moine.

### Prénoms du jour[Où?]
Bonne fête aux Nestor,
et aussi aux :
- Alexandre et ses variantes masculines : Alec, Aleck, Alessandro, Alex, Alexander, Alick, Alistair, Alister, Sacha ; et féminines : Alexandra, Alejandra, Aleksandra, Alessandra, Alexandrie, Alexandrina, Alexandrine, Sandra (cf. 22 avril).
- Aux Koulfinid.

## Traditions et superstitions

### Dictons
- Voir aussi les dictons de février, notamment de la veille 25 février pour la saint-Nestor.

### Astrologie
- Signe du zodiaque : 8e jour du signe astrologique des Poissons.